# Орлово (Брейтовский район)
Орлово — село в Брейтовском районе Ярославской области России. Входит в состав Прозоровского сельского поселения.

## География
Село находится в северо-западной части области, в подзоне южной тайги, на берегу одного из левых притоков реки Лами, при автодороге 78Н-0137, на расстоянии примерно 23 километров (по прямой) к северо-западу от села Брейтово, административного центра района. Абсолютная высота — 151 метр над уровнем моря.

### Климат
Климат характеризуется как умеренно континентальный, с относительно тёплым влажным летом и умеренно холодной зимой. Среднегодовая температура воздуха — 3,2 °C. Средняя температура воздуха самого холодного месяца (января) — −11 °C (абсолютный минимум — −38 °C), средняя температура самого тёплого (июля) — 18 °С (абсолютный максимум — 37 °С). Безморозный период длится около 133 дней. Годовое количество атмосферных осадков составляет 597 мм, из которых большая часть (около 418 мм) выпадает в тёплый период.

### Часовой пояс
Орлово, как и вся Ярославская область, находится в часовой зоне МСК (московское время). Смещение применяемого времени относительно UTC составляет +3:00.

## История
Церковь в селе построена в 1791 году. Престолов в ней было два: Святителя и Чудотворца Николая и Святого Иоанна Предтечи. 
В конце XIX — начале XX века село входило в состав Сутковской волости Мологского уезда Ярославской губернии.
С 1929 года село являлось центром Орловского сельсовета Брейтовского района, с 1954 года — в составе Сутковского сельсовета, с 2005 года — в составе Прозоровского сельского поселения.

## Население
| 1859 | 1914 | 2002 | 2007 | 2010 |
| ---- | ---- | ---- | ---- | ---- |
| 203  | ↘200 | ↘22  | ↘16  | ↘10  |

### Национальный состав
Согласно результатам переписи 2002 года, в национальной структуре населения русские составляли 100 % из 22 чел.